# Shōgo Takahashi
Shōgo Takahashi (jap. 高橋昭五 Takahashi Shōgo; ur. 16 października 1994) – japoński zapaśnik walczący w stylu klasycznym. Zajął dziewiętnaste miejsce na mistrzostwach świata w 2017 i 2019. Brązowy medalista mistrzostw Azji w 2019 i 2022; piąty w 2017 roku.